# Marinos Geroulanos

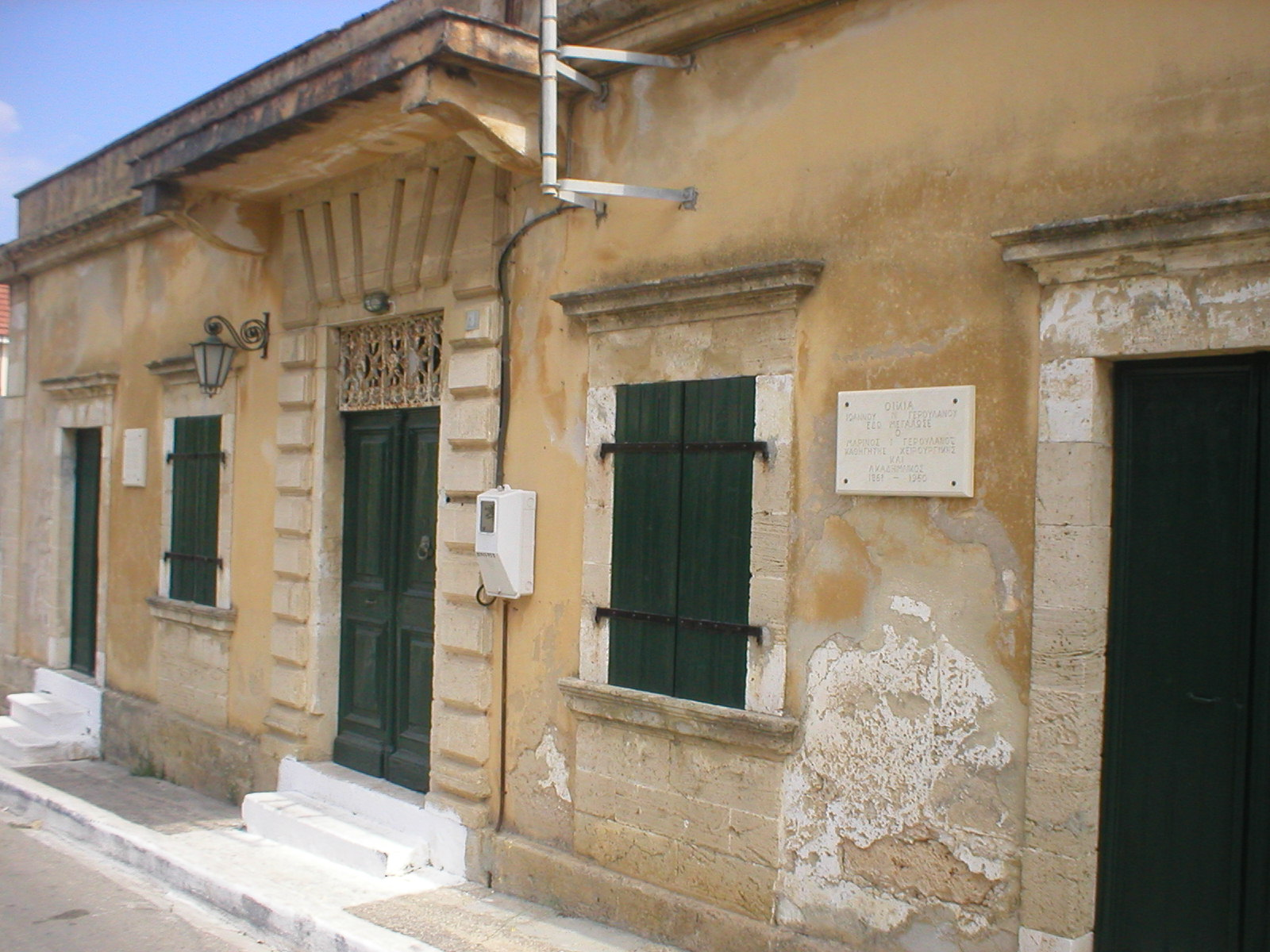
Das Haus der Familie Geroulanos in Lixouri (die erste Etage wurde 1953 durch ein Erdbeben zerstört)

Marinos Geroulanos (griechisch Μαρίνος Γερουλάνος, * 21. Februar 1867 in Patras; † 8. Juni 1960) war ein Chirurg und Hochschullehrer aus Lixouri auf Kefalonia.  

## Leben
Geroulanos wurde 1867 in Patras geboren, wohin seine Familie während des Erdbebens von 1867 geflüchtet war. Er studierte in München und wurde 1892 Dozent an der LMU, ging jedoch nach Berlin, um dort weiter zu studieren. 1897 wurde er Professor an der Universität Greifswald und 1902 an der Universität Kiel. 1911 nahm er eine Einladung der Königin Olga von Griechenland an, die Chirurgie der Universität Athen auszubauen, ab 1922 war er auch am Volkskrankenhaus als Chirurg tätig. Er wurde als Abgeordneter für Kefalonia ins Griechische Parlament gewählt, ließ sich jedoch kurz darauf freistellen, um als Chirurg an der Front des Griechisch-Türkischen Krieges zu dienen. 1929 gründete er die Griechische Chirurgische Gesellschaft, wurde 1935 Professor in Heidelberg und 1940 Präsident der Akademie von Athen. 
Er unterstützte Flüchtlinge finanziell und gründete diverse Stiftungen. Mit seinem Testament spendete er sein restliches Vermögen, u. a. an die Kirche.
Im Jahr 1926 wurde Marinos Geroulanos als Mitglied in die Deutsche Akademie der Naturforscher Leopoldina aufgenommen.
Verheiratet war er mit Margarethe Mitzlaff, ihre zwei Kinder waren Erika Geroulanos und Johannes Geroulanos, der Archäologe wurde. Dessen Sohn Stephanos Geroulanos ist ebenfalls Chirurg. Sein Urenkel Pavlos Geroulanos ist Minister für Tourismus.

## Schriften
- Ueber Metastasenbildung maligner Geschwülste im Gehirn. München 1892
- Psychikai epidraseis hōs nosogonos paragōn. 1948
- Hē iatrikē apo pneumatikēs episkopēseōs. 1956 [„Die Medizin aus geistiger (philosophischer) Sicht“]
- To Lēxouri. 1956 [„Lixouri“]